# Condado de la Quinta de la Enjarada
El condado de la Quinta de la Enjarada es un título nobiliario español creado el 22 de septiembre de 1679 por el rey Carlos II de España a favor de Juan de Carvajal y Sande, señor de la Quinta de la Enjarada, regidor de la ciudad de Cáceres.

## Condes de la Quinta de la Enjarada
|                        | Titular                                             | Periodo                |
| Creación por Carlos II | Creación por Carlos II                              | Creación por Carlos II |
| ---------------------- | --------------------------------------------------- | ---------------------- |
| I                      | Juan de Carvajal y Sande                            | 1678-1704              |
| II                     | Bernardino de Carvajal y Vivero                     | 1704-1728              |
| III                    | Juan Antonio de Carvajal y Láncaster                | 1728-1747              |
| IV                     | Manuel Bernardino de Carvajal y Zúñiga              | 1747-1783              |
| V                      | Ángel María de Carvajal y Gonzaga                   | 1783-1793              |
| VI                     | Manuel Guillermo de Carvajal y Fernández de Córdoba | 1793-1816              |
| VII                    | Ángel María de Carvajal y Fernández de Córdoba      | 1816-1838              |
| VIII                   | Ángel María de Carvajal y Téllez-Girón              | 1840-1890              |
| IX                     | Laura de Carvajal y Jiménez de Molina               | 1890-1927              |
| X                      | Ángel Francisco Labayen y Fernández-Villaverde      | 1929-1995              |
| XI                     | Francisco Labayen y Latorre                         | 1997-actual titular    |

## Historia de los condes de la Quinta de la Enjarada
- Juan de Carvajal y Sande (Cáceres, 11 de agosto de 1627 - 25 de agosto de 1704), I conde de la Quinta de la Enjarada, señor de la Quinta de la Enjarada, regidor de la ciudad de Cáceres.[2] Hijo de Bernardino de Carvajal y Sande (bau. 27 de febrero de 1588 - 24 de enero de 1637), señor de la Quinta de la Enjarada, hermano de Diego García de Ulloa, y de su esposa y prima sobrina (29 de noviembre de 1626) Isabel de Perero y Carvajal (Cáceres, 30 de octubre de 1606 - Cáceres, 14 de octubre de 1679).

Casado en Cáceres el 10 de agosto de 1665 con María de Vivero y Moctezuma (Cáceres, 1649-Cáceres, 24 de agosto de 1683), señora de Encinillas, hija de Álvaro de Vivero Luna y Menchaca, señor de Encinillas y hijo del II conde de Fuensaldaña, y de su esposa (febrero de 1650) Mariana Cano de Moctezuma y Toledo Pizarro (Cáceres, 1624 o 1630-?). Le sucedió su hijo:
- Bernardino de Carvajal y Vivero (1688-1728), II conde de la Quinta de la Enjarada.[3]

Se casó en 1686, en Madrid, con María Josefa de Láncaster y Noroña. Le sucedió su hijo:
- Juan Antonio de Carvajal y Láncaster (Cáceres, 22 de mayo de 1688-1 de agosto de 1747), III conde de la Quinta de la Enjarada.[3], IV marqués de Sardoal,[3] IV duque de Abrantes,[4] V duque de Linares,[3] VI marqués de Valdefuentes, V marqués de Puerto Seguro, V conde de la Mejorada y VIII conde del Valle de Orizaba en 1741.[5]

Casó el 16 de septiembre de 1734, en Madrid, con Francisca de Paula de Zúñiga y Arellano (m. 13 de mayo de 1742). Le sucedió su hijo:
- Manuel Bernardino de Carvajal y Zúñiga (Cáceres, 13 de diciembre de 1739-Cáceres, 6 de diciembre de 1783),[6] IV conde de la Quinta de la Enjarada,[3]  V marqués de Sardoal,[3] V duque de Abrantes,[4] VI duque de Linares,[3] VI marqués de Puerto Seguro, X conde de Villalba, VII marqués de Valdefuentes, VI conde de la Mejorada, XII marqués de Aguilafuente,  XV conde de Aguilar de Inestrillas[3] y consiliario de la Real Academia de Bellas Artes de San Fernando desde 1770.[6]

Casó, el 13 de diciembre de 1758, con María Micaela Gonzaga y Caracciolo (m. 9 de abril de 1777), hija del príncipe Francesco Gonzaga, I  duque de Solferino y de Giulia Quiteria Caracciolo. Le sucedió su hijo:
- Ángel María de Carvajal y Gonzaga (Madrid, 2 de marzo de 1771-13 de mayo de 1793), V conde de la Quinta de la Enjarada,[3] VI marqués de Sardoal,[3] VI duque de Abrantes,[7] VII duque de Linares,[3] VIII marqués de Valdefuentes, VII marqués de Puerto Seguro, VIII marqués de Navamorcuende,[3] XVI conde de Aguilar de Inestrillas, VII conde de la Mejorada, XIII marqués de Aguilafuente y XI marqués de Villalba.[3]

Casó, en 1788, con María Vicenta Soledad Fernández de Córdoba y Pimentel, hija de Pedro de Alcántara Fernández de Córdoba, XII duque de Medinaceli, y de su segunda esposa, María Petronila de Alcántara Enríquez y Cernesio, VII marquesa de Mancera, grande de España.  Le sucedió su hijo:
- Manuel Guillermo de Carvajal y Fernández de Córdoba (Madrid, 1790-1816),[8] VI conde de la Quinta de la Enjarada,[3] VII marqués de Sardoal,[3] VII duque de Abrantes,[8] VIII duque de Linares,[3] IX marqués de Valdefuentes, VIII marqués de Puerto Seguro, IX marqués de Navamorcuende,[3]  XVII conde de Aguilar de Inestrillas, XIV marqués de Aguilafuente y VIII conde de la Mejorada.[3] Le sucedió su hermano:

- Ángel María de Carvajal y Fernández de Córdoba y Gonzaga (1793-20 de abril de 1839), VII conde de la Quinta de la Enjarada,[3] VIII marqués de Sardoal,[3] VIII duque de Abrantes,[8] IX duque de Linares,[3] IX marqués de Puerto Seguro, VIII marqués de Sardoal, X marqués de Valdefuentes, X marqués de Navamorcuende,[3] XVIII conde de Aguilar de Inestrillas, IX conde de la Mejorada, XV marqués de Aguilafuente, caballerizo mayor de la reina Isabel II, ballestero y montero mayor.

Casó el 1 de enero de 1813, en Cádiz, con Manuela Téllez Girón y Pimentel, II condesa de Coquinas, Le sucedió su hijo:
- Ángel María de Carvajal y Téllez-Girón (Madrid, 20 de noviembre de 1815-Madrid, 3 de enero de 1890), VIII conde de la Quinta de la Enjarada,[10] IX marqués de Sardoal,[10] IX duque de Abrantes,[8] X duque de Linares,[10] XI marqués de Valdefuentes, X marqués de Puerto Seguro, XI marqués de Navamorcuende,[10] XIX conde de Aguilar de Inestrillas, X conde de la Mejorada, XIV conde de Villalba[10] y XVI marqués de Aguilafuente.

Casó en primeras nupcias, el 10 de febrero de 1840 con María África Fernández de Córdoba y Ponce de León (m. 1866), hija de Luis Fernández de Córdoba-Figueroa y Aragón, XIV duque de Medinaceli, y de su esposa María de la Concepción Ponce de León y Carvajal.  Contrajo un segundo matrimonio, el 27 de abril de 1874, con Josefa Jiménez Molina Jiménez (m. 1903). Del segundo matrimonio le sucedió su hija:
- Laura de Carvajal y Jiménez de Molina (1869-1927), IX condesa de la Quinta de la Enjarada.[12]

Casó con Francisco Labayen y Ramos,. Le sucedió, de su hijo Francisco Labayen y Carvajal (1899-1975), IX conde del Valle de Orizaba, que casó con Isabel Fernández-Villaverde y Roca de Togores, el hijo de ambos, por tanto su nieto paterno:
- Ángel Francisco Labayen y Fernández-Villaverde (San Sebastián, 31 de agosto de 1923-Madrid, 10 de marzo de 1995), X conde de la Quinta de la Enjarada[3] y XIII conde del Valle de Orizaba.[13]

Casó el 29 de marzo de 1948, en Madrid, con María del Carmen Latorre y Montalvo. Le sucedió su hijo:
- Francisco Labayen y Latorre (n. La Habana, 30 de abril de 1949), XI conde de la Quinta de la Enjarada[12] y XIV conde del Valle de Orizaba.[14]

Casó el 15 de noviembre, en Madrid, con María del Carmen López y Tartiere. Padres de: Carmen (n. Madrid, 18 de junio de 1975), casada en junio de 2001 con Stanislas Bellescie Bonneval; y de Laura Labayen y López (Madrid, 24 de junio de 1976), casada con Raúl García Sanz.